# روابط ایالات متحده آمریکا و بریتانیا

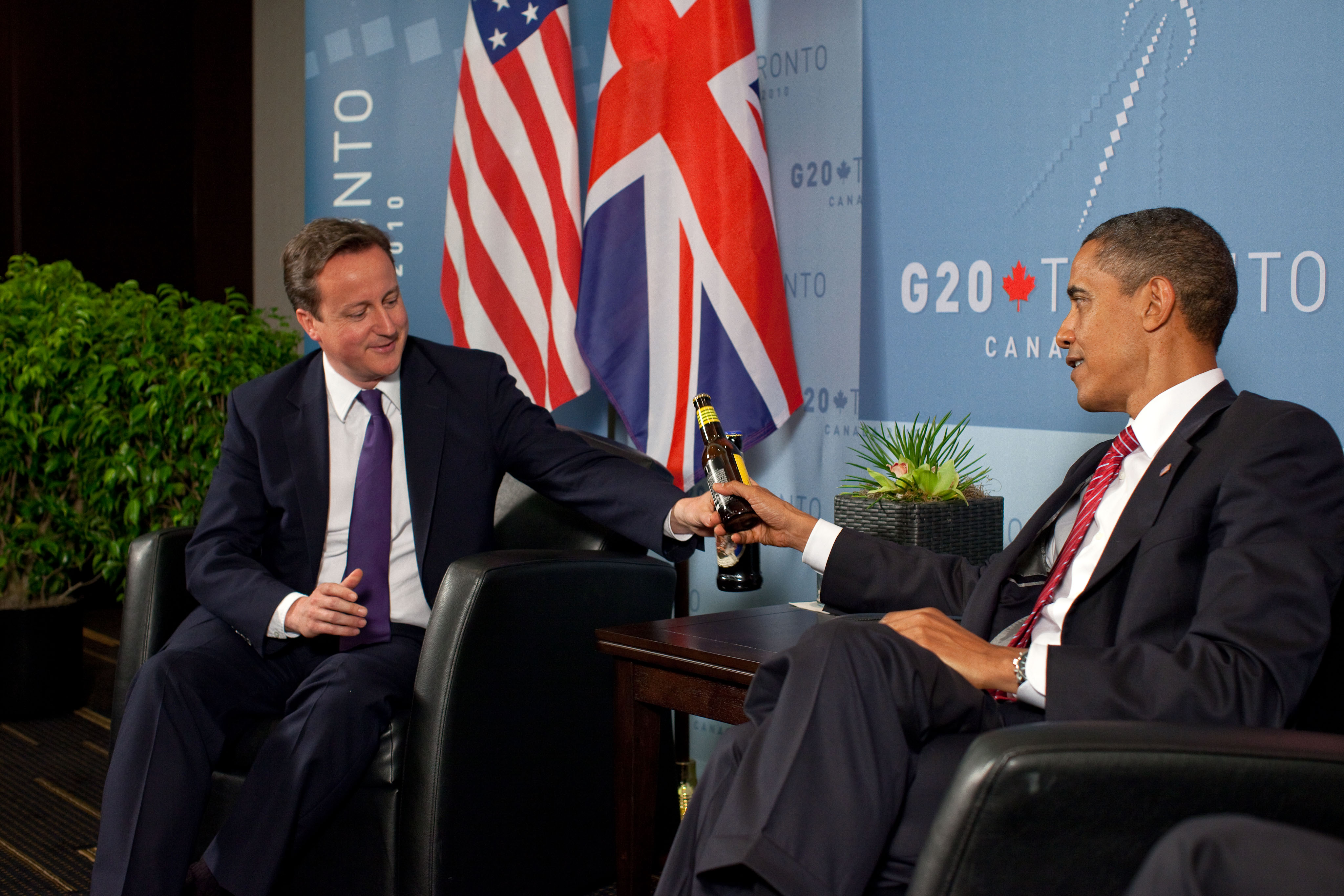
نمونه ای از این روابط

روابط آمریکا و بریتانیا که گاهی به آن روابط انگلوآمریکایی هم گفته می‌شود شامل روابط پیچیده از جمله دو جنگ تا رقابت بر سر بازارهای جهانی است. از سال ۱۹۴۰ به بعد، این دو کشور متحدان نظامی نزدیک و عضو ناتو هستند.

## دوره ترامپ
سفر ترزا می به آمریکا به‌عنوان نخستین سفر مقام ارشد کشوری بعد از روی کار آمدن ترامپ به این کشور، در کانون توجه تحلیلگران مسائل آمریکا، انگلستان و اروپا قرار گرفت. این سفر از آن جهت اهمیت بیشتری یافته‌است که هم آمریکا و هم انگلستان در موقعیت سیاسی و اقتصادی جدیدی پس از انتخاب ترامپ و برگزیت قرار گرفته‌اند. از دیگر ابعاد مهم این سفر، هم‌زمانی آن با ابهامات ژئوپلیتیکی جدیدی چون جایگاه آینده روسیه در سپهر سیاسی و امنیتی اروپا و جهان، سناریوهای پیش روی ناتو و اتحادیه اروپا به‌عنوان مهم‌ترین نهادهای یوروآتلانتیکی و آینده ترتیبات امنیتی و سیاسی منطقه خاورمیانه و شمال آفریقا بوده‌است. مسئله ایران و برجام نیز با توجه به تأثیرش بر آینده ترتیبات امنیتی و سیاسی منطقه خاورمیانه و شمال آفریقا مورد توجه مقامات دو کشور بوده‌است.
ترامپ از ماه‌ها پیش از برگزاری همه‌پرسی خروج انگلستان از اتحادیه اروپا مدافع برگزیت بوده‌است و هیچ‌گاه نگرش منفی خود را نسبت به نهادهای فراملی چون اتحادیه اروپا مخفی نکرده‌است. بعد از رأی مثبت مردم انگلستان به همه‌پرسی خروج نیز، ترامپ طرفداران کمپین خروج را در کنار طرفداران کمپین انتخاباتی خود، به دلیل انتخاب گزینه تقویت حاکمیت ملی ستوده‌است. در این چارچوب، ترامپ همواره وعده داده‌است که پس از خروج، انگلستان در اولویت انعقاد پیمان تجاری دوجانبه با آمریکا قرار خواهد گرفت.

### روابط اقتصادی
در سال ۲۰۱۴، انگلستان بیش از ۲۳۱ میلیارد دلار به کشورهای عضو اتحادیه اروپا کالا صادر کرده‌است که بیش از ۵۵ درصد کل صادرات این کشور را شامل می‌شده‌است. در همین سال انگلستان بیش از ۵۴ میلیارد دلار کالا به آمریکا صادر کرده‌است که ۱۳ درصد از کل صادرات این کشور را دربرمی‌گرفته‌است. بر اساس این آمار، صادرات انگلستان به آمریکا تقریباً یک‌چهارم صادرات این کشور به اتحادیه اروپا بوده‌است. برای آمریکا نیز انگلستان شریک تجاری کوچکی محسوب می‌شود. در روابط تجاری آمریکا با ۴۳ اقتصاد بزرگ دنیا، سهم صادرات به انگلستان، تنها نزدیک به ۵ درصد است حال‌آنکه سهم بقیه کشورهای عضو اتحادیه اروپا نزدیک به ۲۱ درصد است.
انگلستان انعقاد پیمان تجاری دوجانبه با آمریکا را در اولویت‌های راهبردی خود قرار داده‌است. هدف اولِ رهبران پسا برگزیت انگلستان، نشان دادن تعهد این کشور به تجارت آزاد است. وزارت جدید تجارت بین‌الملل انگلستان در این راستا، کارگروه‌هایی را برای ایجاد ترتیبات جدید تجاری با کشورهای استرالیا، نیوزیلند، نروژ، هند، کره، چین و همچنین شورای همکاری خلیج‌فارس تشکیل داده‌است. هدف دوم انگلستان، نشان دادن امکان بهره‌مندی انگلستان از جایگزین‌های تجاری بزرگی چون آمریکا است تا در روند مذاکرات خروج انگلستان از اتحادیه اروپا، موقعیت این کشور را تقویت کند. هدف مهم دیگر رهبران انگلستان نیز کاهش پیامدهای منفی اقتصادی در دوران پسا برگزیت و کاهش عدم قطعیت در سپهر اقتصادی این کشور بوده‌است. انگلستان با بزرگ‌ترین کسری تراز تجاری خود پس از جنگ جهانی دوم مواجه است و پوند نیز از زمان همه‌پرسی خروج تاکنون، ۲۰ درصد ارزش خود را از دست داده‌است. شاید مهم‌ترین مانع به سرانجام رساندن یک پیمان تجاری سودمند با آمریکا برای انگلستان، قرار گرفتن این کشور در موقعیت ضعف پسا برگزیت است. چالش بعدی، زمان‌بر بودن نهایی شدن و اجرایی شدن پیمان تجاری دوجانبه است. بر اساس تعهدات پیمان اتحادیه اروپا، هرگونه توافق تجاری با کشور ثالث، تنها بعد از خروج کامل کشورهای عضو از اتحادیه اروپا ممکن است که حداقل دو سال زمان می‌برد. در این چارچوب، تنها، مذاکرات غیررسمی آمریکا و انگلستان در خصوص پیمان تجاری امکان‌پذیر خواهد بود. در ضمن این پیمان باید به تأیید کنگره آمریکا نیز برسد و تجربه بیست معاهده دوجانبه پیشین آمریکا نشان می‌دهد که به‌طور متوسط زمان تصویب چنین پیمان‌هایی در کنگره، سه سال و نیم بوده‌است.

### مواضع دو کشور در حوزه ناتو
مهم‌ترین راهبردهای امنیتی یوروآتلانتیکی انگلستان این موارد هستند: ۱-متعهد نگاه‌داشتن آمریکا نسبت به ناتو؛ ۲-تشویق کشورهای اروپایی به تمرکز بر ناتو به‌عنوان مهم‌ترین نهاد امنیت ساز برای اروپا ازجمله از طریق انجام تعهدات خود نسبت به این سازمان و ۳- انتقال این پیام به اروپا که هرگونه کنش تأسیسی مستقل از ناتو در حوزه نظامی و امنیتی، آمریکا را بیش‌ازپیش از اروپا دور می‌کند.
در سفر اخیر نخست‌وزیر انگلستان به آمریکا نیز، ترزا می تلاش کرد به کشورهای اروپایی اطمینان دهد که آمریکا به تعهدات امنیتی اروپایی‌اش ازجمله در ارتباط با ناتو پایبند خواهد بود. البته با وجود آنکه گفتمان یوروآتلانتیکی در آمریکا، گفتمانی قدرتمند است و ترامپ نیز در جریان این دیدار بر اعمال سیاست‌های موردنظر وزرای امنیتی و دفاعی‌اش تأکید کرد، راهبردهای کلان یوروآتلانتیکی آمریکای عصر ترامپ همچنان در هاله‌ای از ابهام قرار دارد.

### فقدان اجماع در خصوص مواجهه با روسیه
سیاست روسی انگلستان به‌ویژه بعد از بحران اوکراین و الحاق کریمه به روسیه دو راهبرد اصلی را دنبال کرده‌است: ۱-متعهد ماندن به حفظ امنیت کشورهای اروپایی همسایه روسیه و ۲- تحدید نفوذ روسیه در اروپا و به رسمیت نشناختن حوزه نفوذ روسیه در کشورهای اروپایی همسایه این کشور. بااین‌حال، هنوز نشانه‌های واضحی در خصوص همراهی ترامپ با راهبردهای روسی انگلستان دیده نشده‌است و غلظت نگرش منتقدانه ترامپ به روسیه به‌مراتب کمتر از انگلستان است. در ضمن در حوزه مسائل خاورمیانه نیز ترامپ معتقد به لزوم همراهی با روسیه در جنگ با داعش است که با سیاست‌های خاورمیانه‌ای انگلستان چندان انطباق ندارد.

### مسئله ایران و برجام
انگلستان برجام را در چارچوب تهدیدزدایی از آنچه خطر ایران هسته‌ای می‌خواند ضروری می‌داند و در تلاش برای اقناع رهبران جدید آمریکا برای پذیرش این ایده است. در واقع در نگاه انگلستان، توافق هسته‌ای با وجود کاستی‌هایش به‌ویژه در حوزه در برنگرفتن کنش‌های منطقه‌ای ایران، حداقل در کوتاه‌مدت و میان‌مدت، امکان تمرکز بر سایر ابعاد سیاست خارجی ایران را امکان‌پذیر می‌سازد.
در ضمن انگلستان با توجه به پیشینه حضور خود در منطقه، به توانایی‌ها و ظرفیت‌های ژئوپلیتیک کشورهایی چون ایران و عربستان واقف است. از این منظر، انگلستان نابودی برجام را آن‌هم در وضعیت امنیتی بی‌ثبات فعلی منطقه، به‌شدت امنیت‌زدا و برای منافع انگلستان و آمریکا خطرناک می‌داند. تحولی که می‌تواند امکان مدیریت سیاسی بحران‌های منطقه را حتی از دست قدرت‌های جهانی خارج سازد. انتظار همگرایی کامل انگلستان و آمریکا در حوزه حفظ برجام و تمرکز بر تحدید کنش‌های منطقه‌ای و برنامه موشکی ایران دور از ذهن نیست. این همگرایی به همراه احتمال افزایش حضور منطقه‌ای انگلستان و همچنین نیاز انگلستان به مبادلات تجاری و تسلیحاتی با کشورهای عرب حوزه خلیج‌فارس در دوران پسابرگزیت، می‌تواند مؤلفه‌ای تهدیدزا برای دکترین‌های منطقه‌ای ایران باشد.